# Triembach-au-Val
Triembach-au-Val là một xã thuộc tỉnh Bas-Rhin trong vùng Grand Est đông bắc Pháp.